# ياسوجيرو أوزو
ياسوجيرو أوزو (باليابانية: 小津 安二郎) مخرج أفلام ياباني ولد في 12 ديسمبر 1903 في طوكيو، وتوفي 12 ديسمبر 1963. يعتبر أوزو من أهم المخرجين في اليابان والعالم، من أهم أفلامه قصة طوكيو.

## مسيرته
وُلِد أوزو في منطقة فوكاغاوا في طوكيو، وهو الابن الثاني للتاجر تورانوسوكي أوزو وزوجته أساي. بدأ مسيرته كمخرج مساعد سنة 1927، قبل أن يخرج أول فيلم له ويشتهر في اليابان في الثلاثينات.
في 1937، وخلال الحرب العالمية الثانية، سيفرض عليه تصوير أفلام دعاية للنظام الياباني انذاك، في الصين وسنغافورة، حيث سيجن بعد نهاية الحرب ثم يعود إلى اليابان في سنة 1946.
أفلام أوزو بعد الحرب تميزت بأسلوب جديد ومغاير لأفلامه الأولى، حيث يكثر من المشاهد ويبتعد عن المسرح المصور.

## روابط خارجية
- ياسوجيرو أوزو على موقع IMDb (الإنجليزية)
- ياسوجيرو أوزو على موقع الموسوعة البريطانية (الإنجليزية)
- ياسوجيرو أوزو على موقع روتن توميتوز (الإنجليزية)
- ياسوجيرو أوزو على موقع ألو سيني (الفرنسية)
- ياسوجيرو أوزو على موقع أول موفي (الإنجليزية)
- ياسوجيرو أوزو على موقع قاعدة بيانات الأفلام السويدية (السويدية)
- ياسوجيرو أوزو على موقع قاعدة بيانات الفيلم (الإنجليزية)
- ياسوجيرو أوزو على موقع كينوبويسك (الروسية)